# Peuples autochtones de Guyane

Drapeau des 6 peuples autochtones de Guyane.

Les peuples autochtones de Guyane est un terme regroupant l'ensemble des peuples autochtones de la Guyane.

## En droit international
L'absence de définition des autochtones dans les instruments internationaux a généré des incertitudes sur les entités susceptibles d'appartenir à cette catégorie, mais les droits internes et la jurisprudence de la Cour Interaméricaine des droits de l'homme permettent d'y inclure non seulement les Amérindiens mais aussi les communautés noires traditionnelles, descendants d'esclaves rebelles au système des plantations aux XVIIe et XVIIIe siècles. Selon cette définition, ils regroupent aujourd'hui 20 000 personnes en Guyane.

## Pour l'administration française
Les peuples de Guyane ont été caractérisés de différentes manières par l'état français au cours de l'histoire guyanaise, d'abord comme « peuples primitifs », puis comme « peuples tribaux », avant d'être considérés aujourd'hui officiellement comme « communautés d’habitants qui tirent traditionnellement leurs moyens de subsistance de la forêt ». Cette périphrase est motivée par le « principe constitutionnel d'unicité du peuple français », et est permise par le fait que la France n'a pas ratifié la convention 169 de l'Organisation internationale du travail relative aux peuples indigènes et tribaux,.

## Histoire
La notion des peuples autochtones de Guyane a pris sens à partir de sa colonisation par les peuples européens. L'administration coloniale française a fait désigner des « capitaines » parmi les gens autochtones, qu'elle rémunérait afin de servir de relais de police pour le gouverneur puis le préfet.

## Parc amazonien
Dans la gouvernance du Parc amazonien de Guyane, au sein du conseil, cinq représentants autochtones doivent siéger.

## Journée Nationale des Peuples autochtones de Guyane
La journée nationale des peuples autochtones de Guyane a lieu tous les 9 août.

## Conseil coutumier
En 2008, le Conseil consultatif des populations amérindiennes et bushinenges (CCPAB) est créé. En 2018, c'est le Grand Conseil coutumier qui se crée,,.

## Associations
Plusieurs associations et collectifs représentent les droits des Peuples Autochtones en Guyane :
- FOAG (Fédération des Organisations Autochtones de Guyane)[12],[13].
- ONAG (Organisation des nations autochtones de Guyane)[14],[15]
- "Jeunesses Autochtones"[16],[17]

### Histoire
- Histoire du peuplement de la France
- Histoire coloniale de l'Amérique du Nord, Colonisation européenne des Amériques, Actes de génocide en Amérique
- Colonisation française des Amériques, Liste des colonies françaises

### Études théoriques
- Études postcoloniales, Études décoloniales, Guerres de l'histoire

#### Notions
- Clan, Tribu, Ethnie, Peuple, Nation
- Conscience collective
- Ethnonymie (Endonymie, Exonymie)
- Ethnogenèse, Histoire familiale, Ethnohistoire, Ethnocide, Génocide culturel, Écocide,
- Linguicide, Politique linguistique, Conversion linguistique